# 天文対話

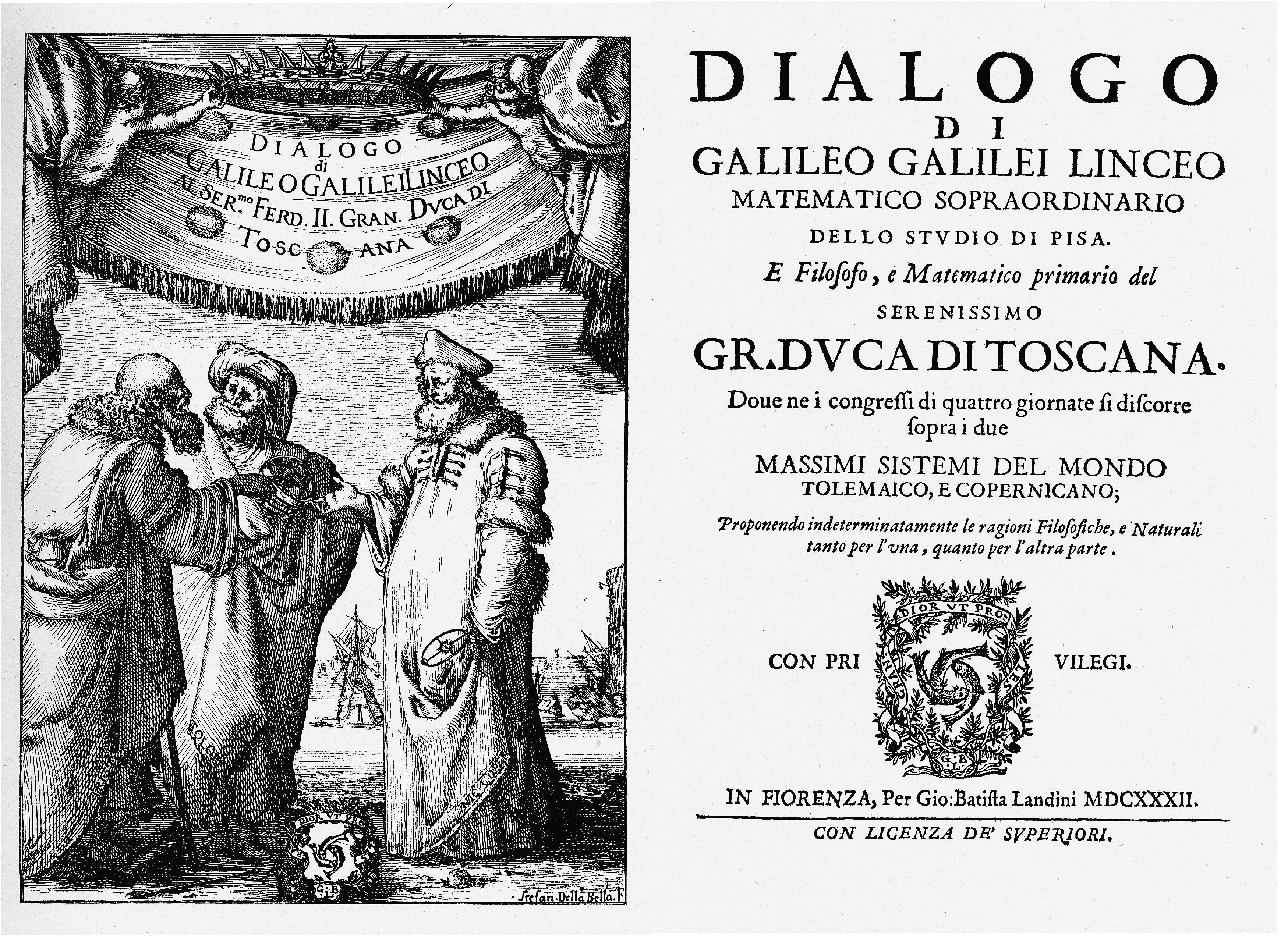
口絵

『天文対話』（てんもんたいわ、伊：Dialogo sopra i due massimi sistemi del mondo）は、イタリア語で書かれたガリレオ・ガリレイによる1632年の著書。より正しくは『二大世界体系についての対話』というが、一般的に『天文対話』の名前で知られる。この著書では、コペルニクスの体系とプトレマイオスの体系が比較されている。1635年にMatthias Berneggerにより "Systema cosmicum" という題でラテン語に訳された。フェルディナンド2世・デ・メディチに献呈され、1632年2月22日に初版が受け取られた。
コペルニクスの体系においては、地球と他の惑星が太陽の周りを回るが、プトレマイオスの体系では宇宙の全てが地球の周りを回る。この著書は異端審問からの正式な許可のもとでフィレンツェで出版された。1633年にガリレオはこの著書に基づいて「異端の疑いが強い」とされ、その後、著書が禁書目録に掲載され1835年（議論の末、理論が1822年に印刷物で許可された後）まで削除されなかった。当時発表されなかった判決では、ガリレオが書いたまたはこれまでに書いた可能性のあるものの出版もカトリック諸国で禁止された。

## 概要
ガリレオはこの著書を書いている間、この著書を "Dialogue on the Tides"（英語、『潮汐の対話』）と呼び、原稿の許可をもらうために異端審問に送られたときの題は "Dialogue on the Ebb and Flow of the Sea"（海の干満の対話）であった。ガリレオは題から潮汐についての全ての言及を削除し、序文を変更するように命じられた。これは、そのような題を許可することは地球の動きを証拠として使用する彼の潮汐理論を許すことのようになるからである。結果として、正式な題は "Dialogo"（対話）であり、その後にはガリレオの名前、学術的なポスト、長いサブタイトルが続く。現在知られている名前は、1744年にカトリックの神学者により許可された序文をつけて再版するのが許されたときに、表題紙の説明から印刷者により抽出されたものである。ガリレオがこの著書を書く動機について議論するときにはこのことに留意する必要がある。この著書は正式には両方の体系の考察として発表されているが（出版されるために必要であったので）、コペルニクス側が有利であることに疑いの余地はない。

### 構成
2人の哲学者と1人の一般人が4日間にわたって行った一連の議論の形式をとる。
- サルビアーティはコペルニクスの立場を主張し、ガリレオの見解のいくつかを直接提示し、ガリレオがアッカデーミア・デイ・リンチェイに所属していたことにちなみ彼を「アカデミシャン」と呼ぶ。この名前はガリレオの友人フィリッポ・サルビアーティ（英語版）(1582–1614)にちなむ。
- サグレドは知的な素人であり、当初は中立的な立場である。その名はガリレオの友人ジョヴァンニ・フランチェスコ・サグレド（英語版）(1571–1620)にちなむ。
- シンプリチオはプトレマイオスとアリストテレスの熱心な信奉者であり、伝統的な見解とコペルニクスの立場に対する反論を提示する。この名前は6世紀のアリストテレスの注釈者であるキリキアのシンプリキオスにちなんで名づけられたとされるが、イタリア語で「単純」を意味する "semplice" の二重表現であるとも考えられている[9]。シンプリチオはガリレオの反対者であるLodovico delle Colombe (1565–1616?) と望遠鏡を覗くことを拒否したパドヴァの同僚Cesare Cremonini (1550–1631) という同時代の保守的な哲学者がモデルとなっている[10]。

### 内容
天文学の話題に限られず、当時の科学の多くにまたがる議論が展開されている。この中には、ウィリアム・ギルバートの磁気に関する研究のようにガリレオが良い科学と考えたものを示すためのものもある。その他は地球の運動に対する誤った議論に答えるという重要なものである。
地球の運動に対する古典的な反論は地球の自転により赤道では時速約1700 km/hで動いているのに地表の速度感覚が地球の運動にないことである。この範疇には、船の甲板の下にいる人が船が停泊しているのか、水を円滑に進んでいるのか分からない状態で、ビンから滴る水、水槽を泳ぐ魚、飛ぶ蝶などを観察するが、それらの挙動は船が動いていてもいなくても同じであるという思考実験がある（ガリレオの船）。これは慣性系の典型的な説明であり、地球の自転に伴って時速数百キロメートルで移動していれば落としたものが急速に後ろに落ちて西に流れてしまうという論理に反論している。
ガリレオの議論の大部分は3つに分けられる。
- 伝統的な哲学者により定義された異議への反論（例えば、船での思考実験）
- 天動説と矛盾する観測結果: 例えば金星の満ち欠けは単純に起こらず、黒点の見かけ上の運動はプトレマイオスやティコ・ブラーエの体系では太陽の回転軸のありえないほど複雑な歳差運動の結果としてしか説明できない[11]。
- 地球が静止していることを証明したと考えられていた哲学者たちのエレガントな天の統一理論が誤りであることを示す議論。例えば月の山、木星の衛星、太陽の黒点の存在など古い天文学にはないことである。

一般にこれらの主張はその後4世紀にわたる知識により十分に支持されたといえる。しかし、1632年にそれらが中立的な読者にどれほど説得力をもっていたかは、依然として論争となっている。
4番目の議論も試みている。
- 潮汐の説明による、地球の運動に対する直接的な物理的議論

潮汐の原因または地球の運動の証拠の説明として、これは失敗である。基本的な議論は内面的に一貫性がなく、実際には潮汐が存在しないという結論につながる。しかし、ガリレオは議論が好きであり、議論の「4日目」をそれに当てた。その失敗の程度は、ガリレオに関するほとんどすべてのものと同様に、論争となっている。最近では全てが滑稽なものと書かれる一方、アインシュタインはかなり異なる記述をしている。

ガリレオが地球の動きを機械的に証明することを願っていたため、ガリレオは誤った潮汐理論を立てることになった。最後の会話での魅力的な議論は、彼の気質がよくなければガリレオによる証明として受け入れられることはほとんどなかったであろう。

### 省略

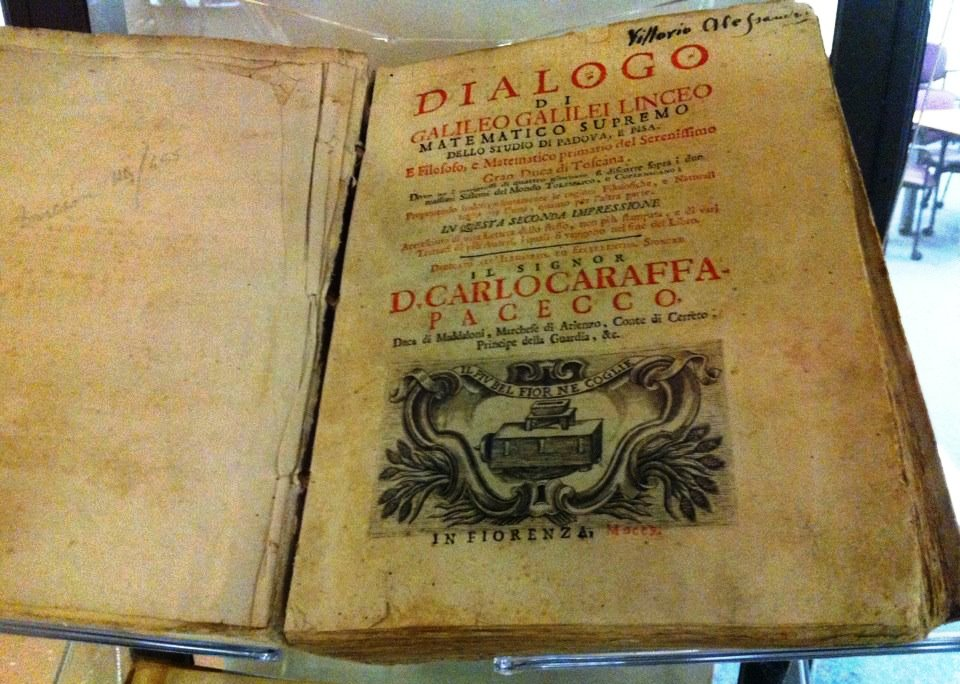
テキサス州のSouthwest Research InstituteのTom Slickレアブックコレクションにある『天文対話』のFlorence edition

出版時に多くの天文学者が好む体系であったが、最終的には誤りであることが判明するティコ・ブラーエの体系(en:Tychonic system)は扱っていない。ティコの体系は静止した地球の体系であるが、プトレマイオスの体系ではなく、コペルニクスとプトレマイオスのモデルのハイブリッドな体系である。水星と金星は（コペルニクスの体系のように）太陽を小さな円で周回し、太陽は静止する地球を周回する。火星、木星、土星はそれよりずっと大きい円で太陽を周回する、つまりこれらの星も地球を周回する。ティコの体系は数学的にはコペルニクスの体系と同等である。しかし、コペルニクスの体系が年周視差を予測する一方、ティコの体系は何も予測しない。年周視差は19世紀まで測定できなかったため、当時経験的根拠に基づくティコの体系に対する有効な反証も、コペルニクスの体系の決定的な観測証拠もなかった。
ガリレオは往復文書に見られるように、ティコの体系を不十分で物理学的に満足のいかない妥協案とみなして深刻に受け止めなかった。ティコの体系が登場しない理由は（この著書の中でティコとその業績について多くの言及があるにもかかわらず）、『天文対話』の原題と構成原理を提供するガリレオの潮汐理論に求めることができる。というのも、コペルニクスの体系とティコの体系は幾何学的に等しいが、力学的には全く異なるものであるからである。ガリレオの潮汐理論は地球の実際の物理的な運動を含んでいた。つまり、もしそれが真実であれば2世紀後にフーコーの振り子が明らかにしたような証拠を提供するものであった。ガリレオの潮汐理論がなければ、プトレマイオスとティコの体系との間に違いはなかった。
ヨハネス・ケプラーが、楕円軌道を提案し火星の軌道を正しく計算した自身の1609年の著書『新天文学』の複製をガリレオに送っていたが、ガリレオは非円軌道の可能性について議論していない。1612年のフェデリコ・チェージ公のガリレオへの手紙では、この著書で示された2つの惑星運動の法則が一般常識として扱われ、ケプラーの第3法則は1619年に発表されていた。

## 書籍
- Drake, Stillman (1970). Galileo Studies. Ann Arbor: The University of Michigan Press. ISBN 0-472-08283-3

- Linton, Christopher M. (2004). From Eudoxus to Einstein—A History of Mathematical Astronomy. Cambridge: Cambridge University Press. ISBN 978-0-521-82750-8

- Sharratt, Michael (1994). Galileo: Decisive Innovator. Cambridge: Cambridge University Press. ISBN 0-521-56671-1

- ガリレオ・ガリレイ 著、青木靖三 訳『天文対話 上』岩波書店〈岩波文庫〉、1959年8月。

- ガリレオ・ガリレイ 著、青木靖三 訳『天文対話 下』岩波書店〈岩波文庫〉、1961年4月。